# Manuel José Quintana

Retrat de Manuel José Quintana a la Biblioteca Museu Víctor Balaguer

Manuel José Quintana y Lorenzo (Madrid, 11 d'abril de 1772 - Madrid, 11 de març de 1857) va ésser un escriptor i polític espanyol de la Il·lustració i una de les figures més importants en l'etapa de transició al Romanticisme.

## Biografia
Manuel José Quintana va néixer a Madrid l'11 d'abril de 1772, fill de pares extremenys. Va estudiar a Madrid primeres lletres i després llatinitat a Còrdova amb Manuel de Salas. Després torna a Madrid, on ja el 14 de juliol de 1787 recita una oda a l'Acadèmia de Sant Ferran. Va passar a estudiar Dret s Salamanca, on es va portar molt bé amb el rector liberal Diego Muñoz-Torrero, però no amb qui rl va succeir, Tejerizo, qui el va expulsar en 1793, encara que va ser readmès a l'any següent. Els seus mestres de Salamanca, en dret i poesia, van ser els neoclàssics Juan Meléndez Valdés, Pedro Estala, Nicasio Álvarez de Cienfuegos i Gaspar Melchor de Jovellanos.
Va exercir com a advocat a Madrid des de 1795 i prossegueix la seva carrera poètica. És nomenat en aquest mateix any procurador fiscal de la Junta de Comerç i Moneda. Fins a 1798 escriu una sèrie de odas que, impreses més tard (Poesías, 1802), el faran famós. No obstant això, el seu breu matrimoni en 1800 amb la bellíssima dama saragossana María Antonia Florencia va acabar en fracàs, es van separar i no van tenir fills; ella morirà en 1820. D'altra banda, estrena amb gran èxit el seu drama Pelayo (1805) i a l'any següent, el 25 de març, és nomenat censor de teatres; en 1807 comença a publicar una sèrie de biografies, Vidas de españoles célebres, d'inspiració molt patriòtica, i funda una revista, Variedades de Ciencias, Literatura y Artes. Sembla que en aquests anys preparava altres tres obres dramàtiques, però en la confusió creada per la invasió napoleònica es van perdre per sempre els manuscrits i l'escriptor mai va arribar a reiniciar el seu treball.
Durant la Guerra del francès i a partir de 1808 va militar en el bàndol liberal i va ocupar diversos càrrecs polítics en la resistència antibonapartista, guanyant-se una merescuda fama de patriota sobretot per la seva direcció del Semanario Patriótico, idea que va sorgir en la famosa tertúlia de la seva casa madrilenya; imprès al principi a Madrid, aquesta important publicació periòdica va passar després a Sevilla i després a la Cadis assetjada. Publica a més en 1808 España libre i Poesies patriòtiques. A partir de llavors la seva obra de creació literària pura va quedar marginada en posar la seva ploma al servei dels seus múltiples compromisos polítics d'orientació liberal, ja que era oficial primer de la Secretaria General de la Junta Suprema Central des de gener de 1809, de la qual era titular Martín de Garay. Amb aquest, Lorenzo Calvo de Rozas i altres membres de la Central que havien nascut en la dècada dels 70 del segle xviii va llaurar un pla per imposar les seves idees liberals enfront dels absolutistes i fins i tot a il·lustrats com Jovellanos, amb qui van condescendir a vegades malgrat que no compartien la seva defensa de les lleis tradicionals. Però l'impuls de Quintana i Garay va permetre que es reunissin les Corts de Cadis en una sola cambra sense respectar a l'estament privilegiat.
El gener de 1810 és nomenat Secretari d'Interpretació de les Llengües i participa a més en la Junta d'Instrucció Pública. En Cadis, al setembre de 1813, signà al costat de Martín González de Navas, José Vargas Ponce, Eugenio de Tapia, Diego Clemencín Viñas i Ramón Gil de la Cuadra, l'anomenat Informe Quintana, l'objectiu del qual és proposar millores per a la instrucció pública. Influenciat, en part, pel Rapport Condorcet, constitueix una de les bases de les reformes escolars espanyoles del segle xix. També en 1813 publica una altra col·lecció de Poesies. En 1814 va ingressar en la Reial Acadèmia Espanyola i en la de Sant Ferran, però aquest mateix any, en tornar de França Ferran VII i a causa de la involució provocada pel Manifest dels Perses va ser empresonat a Pamplona per la seva col·laboració amb les Corts de Cadis.
Va ser alliberat en restablir-se el govern constitucional en 1820; ingressa en la societat de l'anell i la presideix des del 30 de novembre de 1821; en aquest mateix any va ser escollit per a les Corts i nomenat president de la Direcció general d'Estudis, per la qual redactarà un Informe en 1822; en 1823, després de ser abolida de nou la Constitució, va ser despullat de nou de tots els seus càrrecs i honors i fins a 1828, any en què se li va permetre tornar a Madrid, va viure a Extremadura amb la seva família paterna; allí va redactar les seves famoses Cartas a Lord Holland, publicades solament en les seves Obras completas de 1852.
Mort el monarca, va ser restituït en els seus càrrecs i nomenat prócer del regne (1834-1836), director d'Estudis novament en 1835 i senador electe per Badajoz, jurat en 1837. En 1830 havia començat a editar una antologia de poetes clàssics espanyols preparada per ell amb importants pròlegs i notes, Poesies selectes castellanes, el tercer volum de les quals, Musa èpica, va aparèixer en 1833; era el fruit dels seus passats treballs filològics amb Pedro Estala. El primer es consagra als clàssics, el segon a la poesia del segle xviii i el tercer a la poesia heroica o narrativa. En 1840 va ser nomenat institutor instructor de la reina Isabel II. Senador vitalici en 1845, el 25 de març de 1855 és llorejat com a poeta nacional en el Senat per Isabel II durant un solemne acte que Luis López y Piquer va deixar immortalitzat en la seva pintura.
Va morir dos anys més tard en el número u de la Puerta del Sol a causa de la seva frugal manera de viure, va deixar alguns deutes que van ser satisfets amb la venda de llibres de la seva Biblioteca, la compra de la qual era l'únic vici que se li atribueix. L'enterrament va ser pagat íntegrament per la reina. La seva vida i obra han estat estudiades principalment per l'hispanista Albert Dérozier. Tots els seus contemporanis van destacar en ell com a trets fonamentals del seu caràcter la seva enorme honestedat i integritat, el patriotisme i el compromís radical amb la llibertat del gènere humà.
La poesia de Quintana és gairebé tota de tema cívic, moral, patriòtic o polític, d'inspiració fonamentalment neoclàssica, però s'apropa al Preromanticisme en alguns moments, com en el seu poema consagrat al mar. Entre els seus defectes està el to a l'excés declamatori dels seus versos i l'abundància d'epítets, mal que va contribuir a perllongar entre els seus poc afortunats imitadors.

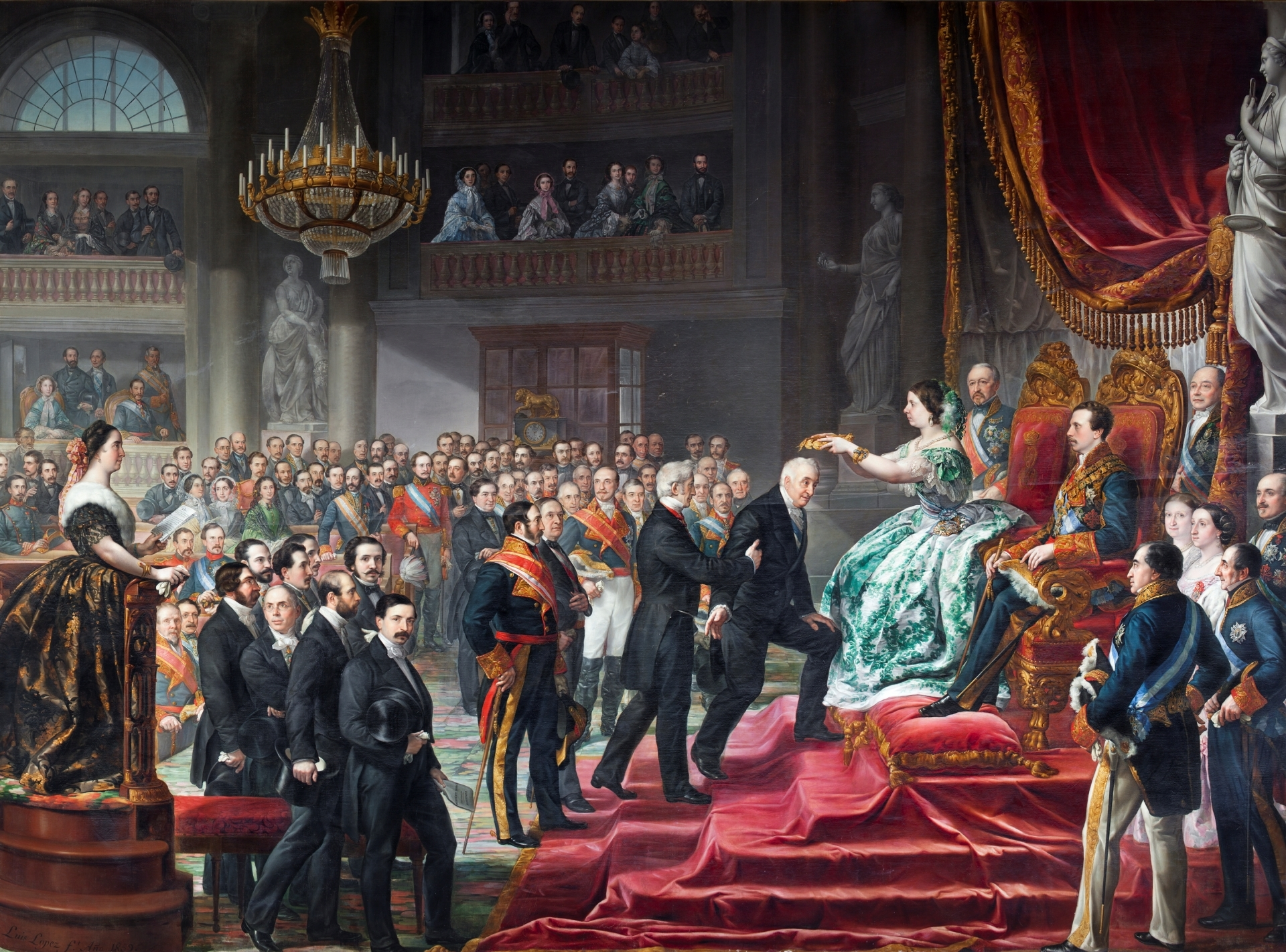
Coronación de Manuel José Quintana por la reina Isabel II de España. Luis López y Piquer. 1859. (Palau del Senat d'Espanya).

## Obres
L'edició més completa de la seva obra fins avui es troba en el volum XIX d' Obras completas (1855) de la Biblioteca de Autores Españoles de Manuel Rivadeneyra. A part dels seus nombrosos discursos de tema polític i diversos volums recopilatoris de Poesías selectas castellanas, va conrear diversos gèneres literaris. Les Obras inéditas de D. Manuel J. Quintana es publicaren pòstumament en 1872.

### Assaig
- Las reglas del drama (1791)
- Vidas de españoles célebres (Tomo I: 1807; Tomo II: 1830; Tomo III, 1833)
- Cartas a Lord Holland, 1852, pero 1824.

### Poesia
- Poesías (1802)

### Drama
- El Duque de Viseo (representada en 1801 és inspirada per The Castle Spectre de Matthew Gregory Lewis)
- Pelayo (representada en 1805)

### Obra com a antòleg
- Colección de poesías castellanas (1807).
- Poesías selectas castellanas, (1830-1833), 3 vols.